# Klutiana compressa
Klutiana compressa är en stekelart som beskrevs av Johan George Betrem 1933. Klutiana compressa ingår i släktet Klutiana och familjen brokparasitsteklar. Inga underarter finns listade i Catalogue of Life.